# Хромова
Хромова (Хрумова, Громова) — річка в Україні, у межах Чортківського району Тернопільської області. Ліва притока Серету (басейн Дністра).

## Опис
Довжина 22 км. Долина у верхній течії переважно неглибока і широка, нижче долина звужується і поглиблюється, місцями стає каньйоноподібною. Річище слабозвивисте. Заплава двобічна, в пониззі часто однобічна. Споруджено кілька ставків.

## Розташування
Хромова бере початок на схід від села Більче-Золоте. Тече спершу переважно на південь, у пониззі — на південний захід. Впадає до Серету в селі Щитівці.
Притоки: невеликі потічки.
Над річкою розташовані села: Новосілка, Винятинці, Щитівці.